# Frances Wright
Frances Wright, född den 6 september 1795 i Dundee i Skottland i Storbritannien, död den 13 december 1852 i Cincinnati i Ohio i USA, var en amerikansk socialreformator. Hon utvandrade till USA 1818 men återvände hem 1821 och gav ut en bok om amerikanernas samhällsliv. Wright återkom till USA 1825 och köpte mark i Tennessee för att ge frigivna slavar en fristad. Det lilla samhället hette Nashoba, men experimentet misslyckades senare. 1828 begav sig Wright till New Harmony i Indiana för att bli redaktör för en tidning. 1829 flyttade hon till New York med sin kollega Robert Dale Owen för att utge tidskriften Free Enquirer. Wright agiterade för lika rättigheter oavsett kön och kritiserade religion och slaveri. Fastän hon ofta blev hånad för sina åsikter fortsatte hon envist att publicera dem. Efter en rundresa i Europa kom hon tillbaka till USA 1835 och fortsatte skriva och föreläsa om bland annat familjeplanering, ojämn fördelning av egendom, kvinnorättigheter och successivt avskaffande av slaveriet.

## Biografi
Frances Wright var näst äldst av tre barn till den skotske handelsmannen James Wright och hans hustru Camilla Campbell, släkt med Elizabeth Montagu. I februari 1798 dog hennes mamma och tre månader senare hennes pappa. Brodern Robert, fem år placerades hos sin farfars bror, James Mylne, professor vid Universitetet i Glascow. Wright och hennes lillasyster Camilla, (född 1797) placerades hos sin morfar, Duncan Cambell och dennes dotter, Frances Campbell i London. Hösten 1803 dödades Frances bror, major William Campbell i strid i Indien. Enligt hans testamente skulle halva hans förmögenhet tillfalla syster Frances och andra halvan till systrarna Wright.

### Unga år
År 1806 flyttade Wrights fosterfamilj från London till kusten i Devonshire och hennes faster kunde leva ett överklassliv. Wright hade betjänt och privatlärare och började studera språk, filosofi och matematik. Vid 16 års ålder flyttade Wright och hennes syster tillbaka till Skottland och familjen där brodern vuxit upp. Hon trivdes i den intellektuella miljön, fortsatte sina studier och tillbringade somrarna i de skotska högländerna.

### Första resan till USA
År 1818 reste systrarna Wright med fartyget Amity till USA. Fartyget dockade i New York den 2 september. Med introduktionsbrev från James Mylne fick de kontakt med två engelska familjer på Manhattan. Wright var intresserad av klassiska drama och skrev pjäsen Altorf och fick den uppsatt på Park Theatre. Efter återkomst till Europa gav hon ut Views of Society and Manners in America. Boken ogillades i den konservativa pressen England och USA, men uppskattades av Jeremy Bentham och Mary Shelley. 

### Paris
1821 reste Bentham och Wright till Paris i affärer. Bentham presenterade henne för Markisen av Lafayette, som deltagit i det Amerikanska frihetskriget. General Lafayette uppskattade också hennes bok och bjöd in henne till sin hemliga organisation för att stödja revolutionära rörelser. Han uppmuntrade henne att publicera hennes avhandling A Few Days in Athens, som beskriver Epicuros filosofi.

### Andra USA-resan
År 1824 bjöd USA:s president James Monroe general Lafayette för en avskedsresa till USA:s 24 stater. Lafayette ville att Wright skulle följa med som sällskap, men hon avvisade detta som kunde väcka skvaller. Lafayette anländer till New York i augusti och stora folksamlingar hyllar hjälten som gjorde en avgörande insats under frihetskriget. Wright och hennes syster anlände till New York den 11 september och kunde darefter ansluta till Lafayettes rundresa.

#### Monticello

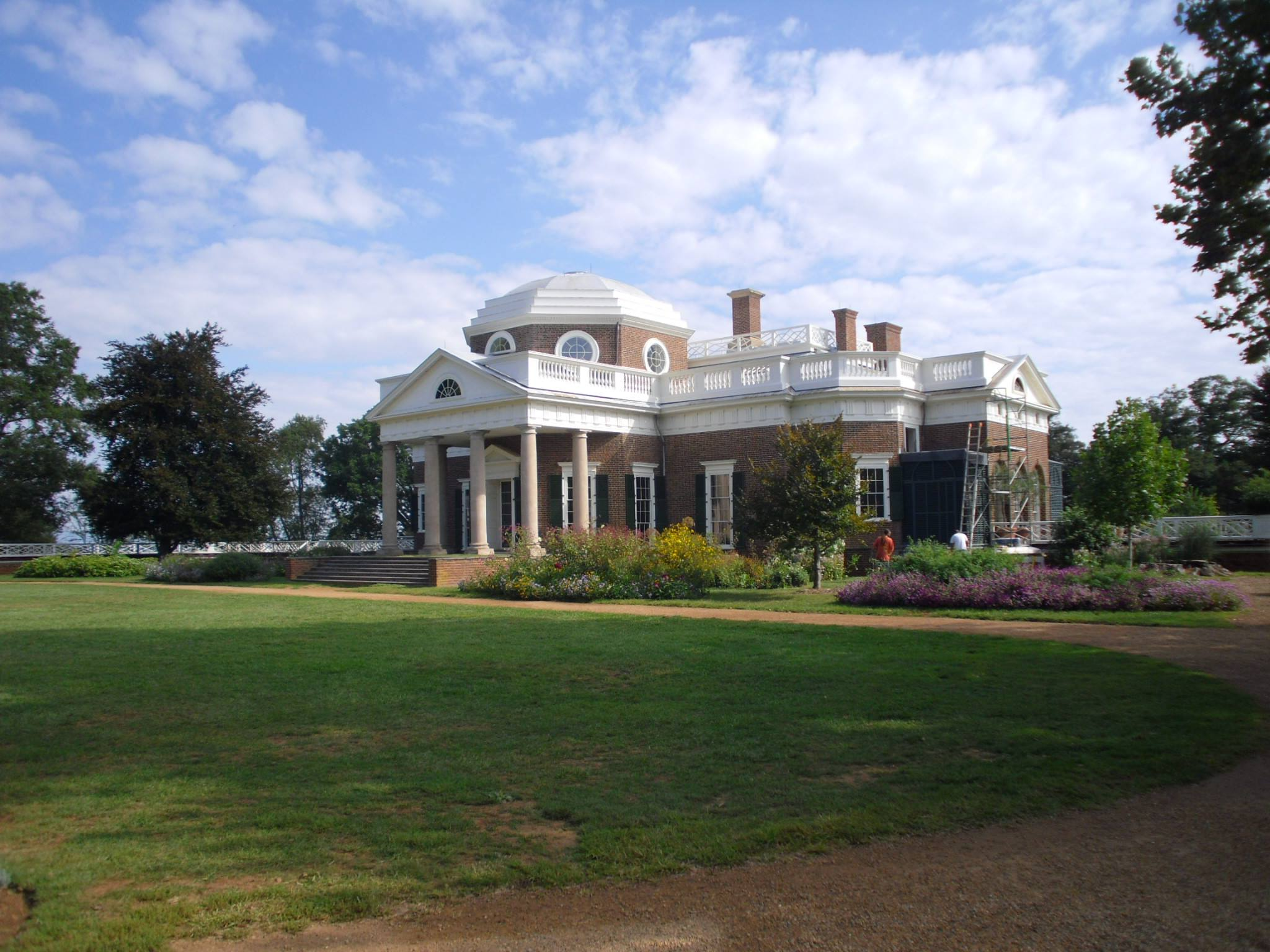
Jeffersons Monticello Virginia

I oktober skrev Lafayette till förre presidenten Thomas Jefferson och frågade om han kunde ta med systrarna Wright vid besöket i Monticello. Han beskrev Wrights författarskap och engagemang ”för amerikansl liberalism framför brittisk aristokrati”. Jefferson och hans dotter Martha Randolph välkomnade systrarna Wright.
Wright anlände till Monticello den 6 november, två dagar efter Lafayette. Under vistelsen kom slavfrågan upp till diskussion trots att Jefferson själv ägde många slavar. Lafayette framhöll att han kom till USA för att kämpa för människors frihet.
Jefferson menade att rasblandning kan komma i framtiden. Wright som var motståndare till äktenskap och för ”fri sex” trodde också att rasblandning var en möjlig lösning. Hon beskrev sin plan att köpa, utbilda och befria slavar, vilket båda männen tyckte var utmärt. Wright skrev senare till Mrs Randolph att dessa dagar i Monticello hade varit synnerligen intressanta.

#### New Harmony
Efter Montecello reste Wright västerut till Robert Owens utopiska samhälle. 
Resan gick över Appalacherna till Ohiofloden och sedan flodångare till New Harmony i södra Indiana. Wright tog del av Owens idé om att samla arbetslösa i stora kooperativ där de kunde bygga sina hem och odla sin mat. Wright och hennes syster besökte också Albion 40 kilometer västerut. George Flower, hade sju år tidigare startat ett utopiskt jordbrukskollektiv med engelska invandrare. Systrarna Wright reste sedan ner till New Orleans och anslöt sig till Lafayettes sällskap. Tillsammans reste de med flodbåt uppför Mississippi och vidare till New York.
Lafayette embarkerade fregatten Brandywine den 7 september 1825 som tog honom tillbaka till Frankrike. Systrarna Wright reste till familjen Flower i Albion.

#### Nashoba

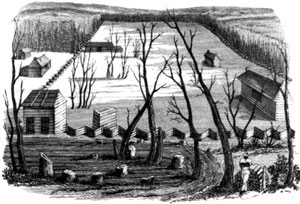
Nashoba experimentby c1832

Hösten 1825 hade Wright bestämt sig för att köpa mark och bygga ett samhälle där frigivna slavar kunde få praktisk utbildning för att kunna försörja sig själva. Hon publicerade boken A Plan for the Gradual Abolition of Slavery. George Flower tog med henne på en resa till 
Nashville, Tennessee för att träffa general Andrew Jackson för att hitta lämplig mark. Jackson var positiv till projektet och rekommenderade ett område i sydvästra delstaten vid Wolf River Wright och Flower valde detta område för det låg nära Mississippifloden och handelsstationen Memphis. I november köpte Wright 130 hektar mark för 480 USD och kallade området Nashoba. Därefter köpte hon slavar från markägare i omgivningen, frigav dem och gav dem mark i Nashoba där de kunde försörja sig. Men detta var kontroversiellt, särskilt som hon uppmuntrade sexuell frihet och menade att rasblandning skulle vara den slutliga lösningen. Hon såg sig själv som rationell och pacifist, medan hon betraktades som förespråkare av anarki, ateism och fri kärlek.
Nashoba kunde inte bära sig ekonomiskt och när en vit tillsynsman i Nashoba inledde en sexuell relation med en frigiven slavinna och det publicerades i lokalpressen blev det skandal. 1828 blev Wright tvungen att lägga ner projektet och begav sig till New Harmony i Indiana.

### Publicist
I New Harmony hade Owens son, Robert Dale Owen startat veckotidningen ”New Harmony Gazette”. Wright blev delägare och redaktör för tidningen, den första kvinnliga redaktören i USA. Hon hade nu ett språkrör för sina liberala idéer. När hon började resa runt i Mellanvästern och föreläsa väckte det stort uppseende. Kvinnor skulle inte tala offentligt och än mindre engagera sig politiskt. På sina föreläsningsturnéer talade hon om avskaffande av dödsstraffet, kvinnors rättigheter, behovet av barnbegränsning och liberalare äktenskapslagar.
Hon insåg att det konservativa Mellanvästern inte uppskattade hennes liberala idéer. År 1829 flyttade Wright till New York och publicerade sin bok Course of Popular Lectures. Tillsammans med Robert Dale Owen startade hon tidskriften Free Enquirer. I New York blev hennes artiklar och föreläsningar väl mottagna. Wright träffade den franska läkaren Guillaume D'Arusmont, som hade levt i Franska Västindien. Hon ville skaffa mark på Haiti för Nashobas frigivna slavar och ordna för deras transport. I mars 1830 anlände Wright och D'Arusmont till Port-au-Prince på en amerikansk brig med 31 frigivna slavar från Nashoba. President Jean-Pierre Boyer tog emot dem och anvisade mark åt de nya immigranterna.

### Familj

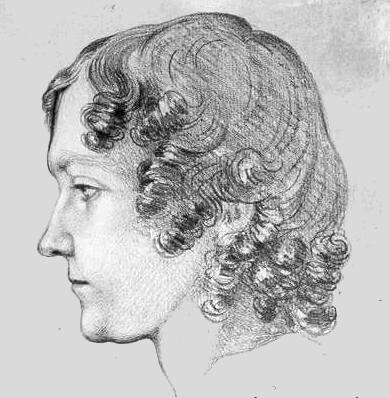
Frances Wright 1835

Wright och D'Arusmont reste till Paris och på hösten födde hon en dotter som fick namnet Frances Silva. Wright och Guillaume D'Arusmont gifte sig i Paris den 22 juli 1831 och Lafayette var en av gästerna. Den 14 april året därpå fick hon ännu en dotter, som dog under en koleraekonomi som härjade i Paris det året. Wright gick in i en depression och tog inte längre emot besök av sina gamla vänner. 1836 lämnade Wright sin man och dotter och reste till USA. Hon engagerade sig i Martin Van Burens presidentvalskampanj. I Philadelphia startade hon en månadstidning, som hon kallade Manual of American Principles. Hon skrev debattartiklar i Boston Weekly Investigator. Det blev ekonomiskt svåra tider som den demokratiska presidenten inte kunde hantera. Företag gick i konkurs och folk blev arbetslösa. Wrights kritiserade dödsstraff, talade för mänskliga rättigheter och jämlikhet, men fick inget gehör och väckte mycket ilska. D'Arusmont kom till USA med Silvia och bosatte sig i Cincinnati, men han blev inget stöd för Wright.

### Senare liv
De sista tio åren blev svåra för Wright. Hennes man kontrollerade hennes förmögenhet och inkomster enligt dåtidens äktenskapslag. Hon stämde sin man för att få vårdnaden om sin dotter och tillgång till en fastighet i Skottland som hon ärvde 1844. Under processen fick hon flera nervsammanbrott och kunde inte genomföra en föreläsningsturné i London. Hon skrev sitt stora verk England the Civilizer, som avhandlar revolutionernas historia. Hennes vänner beundrade verket och föreslog det till bibliotek och skolor. Men samma år publicerades Thomas Mavaulays History of England och Wrights bok fick ingen uppmärksamhet.

## Eftermäle

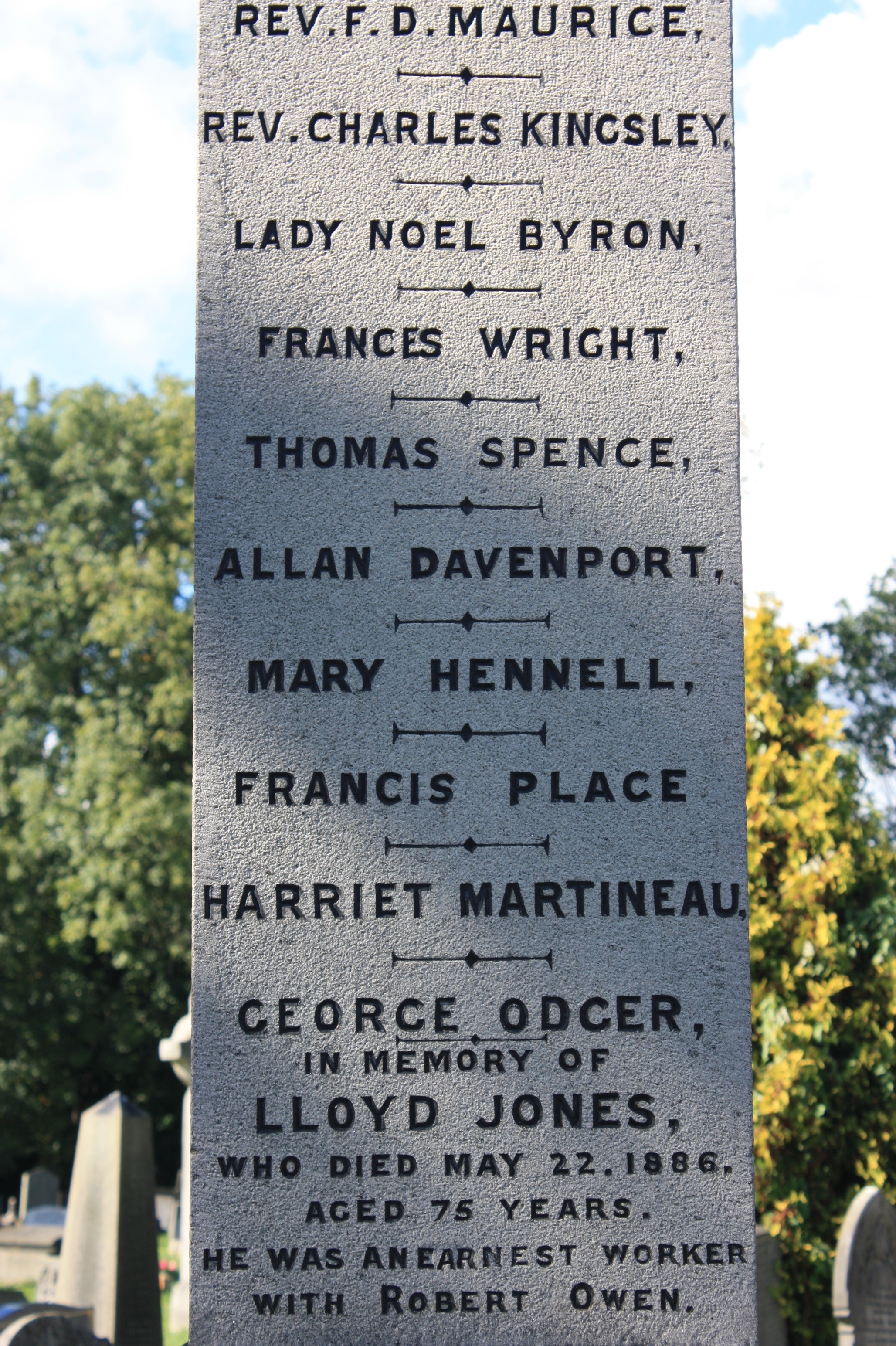
Minnessten över engelska reformator i Kensal Green Cemetery, upptar Frances Wrights namn

Wrights böcker lästes av nästa generation kvinnor som arbetade för kvinnors rättigheter, bland annat Elizabeth Cady Stanton och Susan B. Anthony. 
Hennes namn finns på en minnessten i Royal Borough of Kensington and Chelsea i London.
Asteroiden 2133 Franceswright är uppkallad efter henne.